# Chase Championships 1997
Chase Championships 1997 — жіночий тенісний турнір, що відбувся на закритих кортах з килимовим покриттям Медісон-сквер-гарден у Нью-Йорку (США). Це був 26-й завершальний турнір сезону в одиночному розряді, й 22-й - у парному. Проходив у рамках Туру WTA 1997. Тривав з 17 до 23 листопада 1997 року.

## Фінальна частина

### Одиночний розряд
Яна Новотна —  Марі П'єрс, 7–6, 6–2, 6–3.
- Для Новотної це був 9-й титул за сезон і 85-й — за кар'єру.

### Парний розряд
Ліндсі Девенпорт /  Яна Новотна —  Александра Фусаї /  Наталі Тозья, 6–7, 6–3, 6–2.
- Для Девенпорт це був 13-й титул за сезон і 31-й — за кар'єру. Для Новотної це був 10-й титул за сезон і 86-й — за кар'єру.